# Андрієнко Василь Миколайович
Андрієнко Василь Миколайович — директор Державного департаменту пожежної безпеки з 28 травня 2010 року, призначений прем'єр-міністром України Миколю Азаровим. Генерал-майор служби цивільного захисту (2010). Керівник Інституту державного управління у сфері цивільного захисту, кандидат історичних наук, с.н.с., заслужений працівник цивільного захисту України, академік Академії будівництва України, доцент.
У 2014—2015 роках був проректором Національного університету — начальником Черкаського інституту пожежної безпеки імені Героїв Чорнобиля Національного університету цивільного захисту України. У 2015 році призначений виконуючим обов'язки, а з 2018 pоку — директором ДПЗД «Укрінтеренерго».

## Біографія
Народився в селі Руська Поляна на Черкащині 6 березня 1961 року.

## Наукова діяльність
Кандидатська дисертація на тему «Періодика української військової еміграції в Європі як джерело вивчення історії національних збройних формувань (1914—1939 рр.)») (2006 р.).

## Державні нагороди
- Медаль «За бездоганну службу» III ст. (22 жовтня 2003) — за самовіддану працю, вагомий особистий внесок у підвищення екологічної і техногенної безпеки, високий професіоналізм та з нагоди Дня рятівника[7]
- Заслужений працівник цивільного захисту України (17 вересня 2012) — за особисту мужність, виявлену під час ліквідації наслідків надзвичайних ситуацій техногенного і природного характеру, зразкове виконання службового обов'язку, високий професіоналізм та з нагоди Дня рятівника[8] — перший указ Президента щодо присвоєння почесного звання «Заслужений працівник цивільного захисту України».